# Bakatwa
Das Bakatwa ist je nach Ausführung ein Kurzschwert oder ein Dolch der Shona aus Simbabwe.

## Beschreibung
Das Bakatwa hat eine gerade, in der Regel zweischneidige Klinge. Manche Kurzschwert-Versionen haben eine einschneidige Klinge. Die Klinge läuft vom Heft gleich breit bis zum Ort. Oft laufen am Ort die Schneiden spitz bzw. nadelförmig zusammen. Die Klinge hat einen ausgeprägten Mittelgrat. Das Heft ist oft kunstvoll geschnitzt und mit Metalldraht aus Kupfer oder Messing umwickelt. Die dazugehörigen Scheiden sind aus Holz oder selten aus Elfenbein und sind wie das Heft kunstvoll geschnitzt bzw. mit Metalldraht umwickelt.